# KRIWI
KRÍWI — білоруський фольк-гурт, який було засновано у 1996 році. Саме слово означає належність до древнього слов'янського племені кривичів. У своїй творчості гурт поєднує звучання традиційних європейських народних інструментів (колісну ліру, волинку, цимбали, флейти та ін.) та сучасних технологій (синтезаторів, програмування, семпли, video- WJ InterFilmWostok-net).

## Історія
Колектив заснували у 1996-му belpunkt (Валера Канищев, Waléra Kanischtscheff -actor/producer) і учасники гурту «Палац»: гітарист Юрій Відронак, вокаліст і мультиінструменталіст Дмитро Войтюшкевич, вокалістка Вероніка Круглова. Гурт одразу почав влаштовувати концерти у Білорусі та Західній Європі. На одному з таких концертів їх помітили німці і запропонували вигідні умови для запису альбому. Продюсерський центр, який став займатися гуртом, отримав назву «Belpunkt».
Дебютний альбом Hej-loli записували в Берліні. Після виходу платівки гурт почав давати концерти по Білорусі. Завдяки якісному запису і самобутньому підходу до музики, вони легко закріпилися у фольк-русі Німеччини. Згодом побачив світ наступний альбом «За туманам...». На однойменну пісню було знято відеокліп (режисер А.Вечір).
У 1999 році колектив отримав головну альтернативну премію Білорусі — «Рок-корона». Згодом Войтюшкевич залишив гурт і створив свій окремий проект «WZ-Orkiestra», a гітарист Відронак — проект URIA. «Musica Vitale» Preis 2000 — Berlin Germany. У 2013 році: «Traukamurauka»-«best CD» Білорусь, у 2014 році: concert Karneval der Kulturen, 2022 InterFilmWostok live in VolksBühne Berlin в Берліні, Німеччина…

## Дискографія

### Альбоми
- Hej-loli[be] (1997)
- За туманам... (1998)
- Людзям (наживо) (1999)
- Minsk-Berlin (2002)
- Live in Berlin (2004)
- KRIWI Live — homevideo (2005)
- InterFilmWostok fest — KRIWIvideo concert minsk (2006)
- Traukamurauka (2013)

### Сингли
- KRIWI (2000)
- KRIWI (2008)

### Інші проєкти
- Вольныя танцы: слухай сваё[be-x-old] (1999)
- Вольныя танцы: альтэрнатыва_by[be-x-old] (2001)
- Viza Незалежнай Рэспублікі Мроя (2003)
- Personal Depeche[pl] (2003)
- Veranika Kruhlova solo (2004)
- VERANIKA Kruhlova & WALÉRA Kanischtscheff poesie: A.Tarkowskij (2005)
- InterFilmWostok&walera.EU presents: KRIWI live in VolksBühne Berlin